# Lembata
Bản mẫu:Bảng tóm tắt đảo

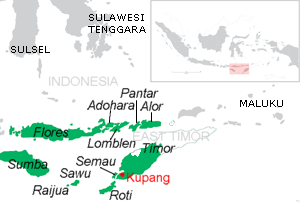
Bản đồ các đảo Đông Nusa Tenggara, bao gồm cả Lembata (viết là Lomblen trên bản đồ).

Lembata là một đảo thuộc nhóm các đảo gọi chung là quần đảo Nusa Tenggara (quần đảo Sunda Nhỏ), trước đây gọi là đảo Lomblen. Nó là đảo lớn nhất trong quần đảo Solor, một phần của nhóm lớn hơn là quần đảo Nusa Tenggara thuộc Indonesia. Nó tạo thành một phần của tỉnh Nusa Tenggara Timur. Đảo này có chiều dài khoảng 80 km từ đông bắc tới tây nam và chiều rộng khoảng 30 km từ tây sang đông. Điểm cao nhất trên đảo đạt độ cao 1.533 m.
Ở phía tây đảo này là các đảo khác trong quần đảo Solor, đáng chú ý nhất là Solor và Adonara và sau đó là đảo lớn hơn, là Flores. Ở phía đông là eo biển Alor, chia tách quần đảo Solor với quần đảo Alor. Ở phía nam, vượt qua biển Savu là đảo Timor, trong khi ở phía bắc là nhánh phía tây của biển Banda, chia tách đảo này ra khỏi Buton và các đảo khác của tỉnh Sulawesi Tenggara.

## Địa lý
Thành phố thủ phủ Lewoleba (hay Labala) nằm ở phía tây của đảo, dọc theo một vịnh lớn, đối mặt với núi lửa Ilê Ape ở phía bắc. Tàu thuyền thường xuyên qua lại các thị trấn duyên hải và các đảo bao quanh, nhưng hải cảng lớn duy nhất chỉ có tại Lewoleba ở phía bắc đảo. Từ Lewoleba có tàu thuyền qua lại mỗi ngày tới Larantuka, Flores, Waiwerang trê đảo cận kề Adonara.
Giống như các đảo khác trong quần đảo Sunda Nhỏ, và như phần lớn Indonesia, Lembata có các núi lửa hoạt động. Nó có 3 núi lửa là Ililabalekan, Iliwerung và Lewotolo.

## Lịch sử
Phần phía nam của Lembata là khu vực trước đây thuộc nhà nước Labala.

## Dân cư
Dân cư Lembata, giống như nhiều cư dân khác ở Đông Indonesia, nổi tiếng vì các kiểu vải dệt ikat thủ công của mình.
Ngôn ngữ chính thức, tiếng Indonesia, được nhiều người dân ở nhiều lứa tuổi sử dụng, nhưng tại đây cũng có nhiều ngôn ngữ bản địa cùng tồn tại song song. Phổ biến nhất trong số này có lẽ là tiếng Lamaholot (một lingua franca khác hiện diện ở quần đảo Solor). Tiếng Lamaholot được nói như là ngôn ngữ bản địa tại Đông Flores và Tây Solor, và bản thân nó chia ra làm khoảng 10 ngôn ngữ nhỏ khác cùng nhiều phương ngữ. Nó được khoảng trên 150.000 người sử dụng trong khu vực này.
Trên vùng duyên hải phía nam Lembata, làng Lamalera (dân số 2.500) được biết đến nhờ nghề săn bắt cá voi của thổ dân. Lamalera và Lamakera (trên đảo Solor) là 2 cộng đồng dân cư cuối cùng tại Indonesia có nghề săn bắt cá voi.